# Elena Rukhliada
Elena Rukhliada (en russe : Елена Рухляда), née le 6 mars 1986, est une athlète russe. Spécialiste de course en montagne et skyrunning , elle a notamment remporté la SkyRace des Matheysins en 2019.

## Biographie
Le 18 juin 2019, elle est kidnappée par son ex-mari, Yaroslav Fokin, un ancien membre de l'OMON. Elle est retrouvée le lendemain dans la région de Novossibirsk, attachée à son ravisseur dans une tente.

## Résultats
- aux championnats du monde de course en montagne 2011[3]

| #    | féminin           | Course                                                  | Longueur | Départ            | Temps           |
| 103e | 6e                | Challenge mondial de course en montagne longue distance | 37,4 km  | 26 avril 2008     | 3 h 34 min 35 s |
| 28e  | 4e                | Challenge mondial de course en montagne longue distance | 42 km    | 10 octobre 2009   | 3 h 38 min 19 s |
| 13e  | Médaille d'argent | Elbrus SkyMarathon                                      | 13 km    | 7 mai 2018        | 4 h 41 min 16 s |
| 7e   | Médaille d'argent | Elbrus SkyMarathon                                      | 13 km    | 7 mai 2019        | 4 h 26 min 59 s |
| 55e  | Médaille d'or     | SkyRace des Matheysins                                  | 27 km    | 19 mai 2019       | 2 h 57 min 05 s |
|      | 7e                | ZacUp SkyRace                                           | 27 km    | 15 septembre 2019 | 3 h 37 min 01 s |
| 32e  | 4e                | SkyMasters                                              | 27 km    | 19 octobre 2019   | 3 h 52 min 7 s  |
| 9e   | Médaille d'or     | Championnats de Russie de skyrunning - SkyMarathon      | 45 km    | 20 août 2022      | 4 h 33 min 1 s  |